# Eduardo Peralta (futbolista)
Eduardo Héctor Peralta Castillo (Antofagasta, Chile, 18 de abril de 1947) es un exfutbolista chileno, jugaba de Mediocampista en el fútbol de Chile y México.

## Trayectoria
Inició su carrera en 1967 en Deportes Antofagasta a modo de préstamo.
En 1968 retornó a su Club Universidad de Chile, donde consiguió cuatro títulos y llegó a semifinales en Copa Libertadores en 1970.
Entre 1972 y 1975 jugó en el San Luis Fútbol Club de México. Para luego jugar una temporada en el Atlético Potosino también de México.
En 1977 regresó al fútbol chileno para finalizar su carrera con pasos por [Universidad de Chile, Aviación, Deportes Antofagasta, Regional Atacama y Unión San Felipe

## Selección nacional
Fue internacional con la Selección de fútbol de Chile en 12 partidos oficiales, debutó el 4 de agosto de 1971 en la derrota 0:1 ante la Selección de fútbol de Argentina, en partido amistoso jugado en la ciudad de Buenos Aires de Argentina. El 15 de agosto anotó dos goles por la «roja» en el triunfo 4:3 sobre la Selección de fútbol de Bolivia jugado en La Paz, Bolivia.

## Estadísticas

### Clubes
| Club                 | País   | Año       |
| -------------------- | ------ | --------- |
| Deportes Antofagasta | Chile  | 1967      |
| Universidad de Chile | Chile  | 1968-1971 |
| San Luis Fútbol Club | México | 1972-1975 |
| Atlético Potosino    | México | 1976      |
| Universidad de Chile | Chile  | 1977-1978 |
| Aviación             | Chile  | 1979-1980 |
| Deportes Antofagasta | Chile  | 1981-1983 |
| Regional Atacama     | Chile  | 1984      |
| Unión San Felipe     | Chile  | 1984-1985 |
| Regional Atacama     | Chile  | 1988      |

## Palmarés

### Títulos locales
| Título               | Club                 | País  | Año  |
| -------------------- | -------------------- | ----- | ---- |
| Torneo Metropolitano | Universidad de Chile | Chile | 1968 |
| Torneo Metropolitano | Universidad de Chile | Chile | 1969 |

### Títulos nacionales
| Título                   | Club                 | País  | Año  |
| ------------------------ | -------------------- | ----- | ---- |
| Copa Francisco Candelori | Universidad de Chile | Chile | 1969 |
| Primera División         | Universidad de Chile | Chile | 1969 |

### Distinciones individuales
| Distinción                                     | Año  |
| ---------------------------------------------- | ---- |
| Mejor Mediocampista Derecho del Fútbol Chileno | 1969 |
| Mejor Mediocampista Derecho del Fútbol Chileno | 1971 |